# Stade Bruno-Nespoli
Le stade Bruno-Nespoli (en italien : Stadio Bruno Nespoli), est un stade de football italien situé dans la ville d'Olbia, en Sardaigne.
Le stade, doté de 4 000 places et inauguré en 1940, sert d'enceinte à domicile à l'équipe de football de l'Olbia Calcio 1905.
Le stade porte le nom du gardien de but de l'Olbia Calcio Bruno Nespoli, mort durant un match en 1960.

## Installations
Le stade dispose de 4 000 places. Il est composé d'une tribune centrale d'environ 2 000 places (dont 600 places couvertes). Une partie de la tribune est destinée aux médias et porte le nom de Tribuna stampa Tore Marini.
Le virage réservé aux supporters de l'Olbia Calcio peut accueillir entre 1 800 et 2 000 spectateurs, et le virage réservé aux supporters adverses peut accueillir entre 800 et 1 000 spectateurs.

## Événements

### Matchs internationaux de football
| Date | Compétition | Équipes                         | Score | Affluence |
| ---- | ----------- | ------------------------------- | ----- | --------- |
|      |             | Italie -16 ans — Suisse -16 ans | 2-0   | —         |
| 2005 |             | Italie espoirs — Russie espoirs | 2-1   | —         |

### Concerts
| Date | Artiste         |
| ---- | --------------- |
| 2005 | Eros Ramazzotti |
|      | Gianna Nannini  |